# Геррієт Енн Тізелтон-Даєр
Геррієт Енн (Гукер) Тізелтон-Даєр (англ. Harriet Anne (Hooker) Thiselton-Dyer; 1854 — 1945) — британська жінка-ботанік, науковий та ботанічний ілюстратор.

## Біографія
Геррієт Енн Тізелтон-Даєр народилася у 1854 році у родині ботаніка Джозефа Долтона Гукера та Френсіс Геррієт Генслоу, доньки ботаніка та професора Кембриджського університету Джона Стівенса Генслоу. У 1877 році Геррієт Енн Гукер одружилася з ботаніком Вільямом Тернером Тізелтон-Даєром. У шлюбі народила доньку та сина.
Тізелтон-Даєр належала до покоління британок, які перетворили свій інтерес до ботаніки на професійну кар'єру. Вона вивчала мистецтво ботанічної ілюстрації під керівництвом Волтера Гуда Фітча, головного ілюстратора Curtis's Botanical Magazine. Після того, як у 1877 році Фітч подав у відставку після суперечки з її батьком, для якого Фітч готував ілюстрації до кількох книг, Геррієт стала провідною художницею журналу. Вона створила майже 100 ілюстрацій для публікації у 1878—1880 роках, що допомогло зберегти журнал життєздатним, поки Матильда Сміт не перейшла на постійну посаду ілюстраторки.
У 1894–95 роках Тізелтон-Даєр створила близько 550 копій ілюстрацій орхідей бразильського ботаніка Жуана Родрігеса, наданих їй ботаніком Альфредом Коньо, він використав ці копії для ілюстації книги про бразильську флору. На жаль, оригінальні ілюстрації Родрігеса зникли після його смерті. Копії, зроблені Тізелтон-Даєр, зберігаються у Ботанічних садах К'ю — унікальний цінний ресурс спадщини Родрігеса. У 1996 році деякі з цих копій були опубліковані у статті про Жуана Родрігеса у Curtis's Botanical Magazine.
Тізелтон-Даєр була також відома як досвідчена садівниця. У 1905 році вона переїхала до Котсволдсу. У 1928 році, коли помер її чоловік, Геррієт перебралася до Девонширу, де померла у 1945 році.
|                                                         |
| Jasminum didymum для Curtis's Botanical Magazine, 1878. |

|                                                                 |
| Dendrosicyos socotrana, ботанічна ілюстрація зразка з гербарію. |